# التضخيم الدوري للبروتين معيب الطي
التضخيم الدوري للبروتين معيب الطيّ (PMCA)، هو تقنية تضخيم (تشبه من الناحية المفاهيمية تفاعل البوليميراز المتسلسل (PCR) ولكنها لا تتضمن النيوكليوتيدات) لمضاعفة البريونات المطوية بشكلٍ معيب التي طورت في الأصل من قبل الدكتور كلاوديو سوتو وزملاؤه، والتي تعتبر اختباراً لاعتلال الدماغ الإسفنجي مثل مرض الهزال المزمن أو اعتلال الدماغ الإسفنجي البقري (المسمى العلمي لمرض جنون البقر).

## التقنية
تقوم التقنية في البداية باحتضان كمية صغيرة من البريون غير الطبيعي مع فائض من البروتين الطبيعي، بحيث يحدث بعض التحويل. يتم بعد ذلك تفجير السلسلة المتنامية من البروتين المطوي بشكلٍ معيب باستخدام الموجات فوق الصوتية، مما يؤدي إلى تقسيمها إلى سلاسل أصغر وبالتالي زيادة كمية البروتين غير الطبيعي المتاح لإحداث تحويلات. من خلال تكرار الدورة، يتم تغيير كتلة البروتين الطبيعي بسرعة إلى البريون الذي يُجرى اختباره.

## التطوير
تم تطوير التضخيم الدوري للبروتين معيب الطيّ في الأصل في المختبر، لتقليد عملية تكرار البريون بكفاءة مماثلة للعملية في الجسم الحي، ولكن مع حركية مسرّعة. يشبه التضخيم الدوري للبروتين معيب الطيّ من الناحية المفاهيمية تفاعل البوليميراز المتسلسل، في كلا النظامين ينمو القالب على حساب الركيزة في تفاعل دوري، بحيث يجمع بين النمو والتكاثر لوحدات القالب.

## التكرار
تم استعمال التضخيم الدوري للبروتين معيب الطيّ لتكرار البروتين المطوي بشكلٍ معيب المتواجد في حيوانات مختلفة. يُظهر البروتين الذي تم إنشاؤه حديثًا نفس الخصائص الكيميائية الحيوية والبيولوجية والهيكلية مثل البروتين البريونيّ الراعوشي المشتق من الدماغ، ومن اللافت للنظر أنه معدي للحيوانات البرية، والذي ينتج مرض له خصائص مماثلة للمرض الناتج عن البريونات المعزولة في الدماغ.

## التشغيل الآلي
لقد أدى القيام بالتقنية بشكلٍ الي إلى زيادة كبيرة في كفاءة التضخيم، والان، ينتج عن الدورة الواحدة 2500 طية وزيادة حساسية الكشف أكثر من تقنية اللطخة المناعية، بينما ينتج عن دورتين وسبع دورات متتالية ستة ملايين و3 مليارات طية وزيادة حساسية الكشف أكثر من تقنية اللطخة المناعية، وتقنية اللطخة المناعية هي تقنية تستخدم على نطاق واسع في مراقبة مرض اعتلال الدماغ الإسفنجي البقري (المسمى العلمي لمرض جنون البقر) في عدة دول.

## الحساسية
لقد ثبت أن التضخيم الدوري للبروتين معيب الطيّ قادر على اكتشاف أقل من مركب واحد من البروتين البريونيّ الراعوشي المعدي قليل الوحدات. يمتلك التضخيم الدوري للبروتين معيب الطيّ القدرة على توليد ملايين الوحدات المعدية، بدءاً مما يعادل واحداً من البروتين البريونيّ الراعوشي قليل الوحدات؛ أقل بكثير من عتبة العدوى. توضح هذه البيانات أن التضخيم الدوري للبروتين معيب الطيّ لديه قوة تضخيم مماثلة لتقنيات تفاعل البوليميراز المتسلسل المستخدمة لتضخيم الحمض النووي. وتفتح هذه التقنية الأبواب لتطوير جهاز كاشف حساس للغاية لبروتين البريونيّ الراعوشي، وفهم الأساس الجزيئي لتكرار البريون. حيث بالفعل قد تم استخدام التضخيم الدوري للبروتين معيب الطيّ من قبل مجموعات مختلفة لكشف البروتين البريونيّ الراعوشي في دم الحيوانات المصابة تجريبياً بالبريونات أثناء كل من مرحلتي الأعراض وقبل الأعراض وكذلك وجدت في بول هذه الحيوانات أيضاً.

## الاستعمالات
تم استخدام تقنية التضخيم الدوري للبروتين معيب الطيّ من قبل عدة مجموعات لفهم الآلية الجزيئية لتكاثر البريون، وطبيعة العامل المعدي، وظاهرة سلالات البريون والأمراض حيوانية المصدر، وتأثير المكونات الخلوية، لاكتشاف البروتين البريونيّ الراعوشي في الأنسجة والسوائل البيولوجية وفحص للمثبطات ضد تكرار البريون.
كانت الدراسات الحديثة التي أجرتها مجموعة الدكتور سوراتشي سوباتون ومجموعة الدكتورة جيان ما قادرة على إنتاج تكاثر البريون في المختبر بواسطة التضخيم الدوري للبروتين معيب الطيّ باستخدام بروتين البريون الخلوي المنقى وبروتين البريون الخلوي المأشوب مع الإضافة الوحيدة لأنيون متعدد الشحنات السالبة الصناعي والدهون. أظهرت هذه الدراسات أنه يمكن إنتاج البريونات المعدية في غياب أي مكون خلوي آخر وتشكل بعضًا من أقوى الأدلة لصالح فرضية البريون.
استنتجت الأبحاث في عام 2020 إلى أنه يمكن استخدام التضخيم الدوري للبروتين معيب الطيّ للتمييز بين مرضين من أمراض التنكس العصبي التدريجي، وهما مرض باركنسون والضمور الجهازي المتعدد، كونه أول تقنية توفر تشخيص موضوعي لمرض الضمور الجهازي المتعدد بدلاً من مجرد تشخيص تفريقي.